# ʿUmra

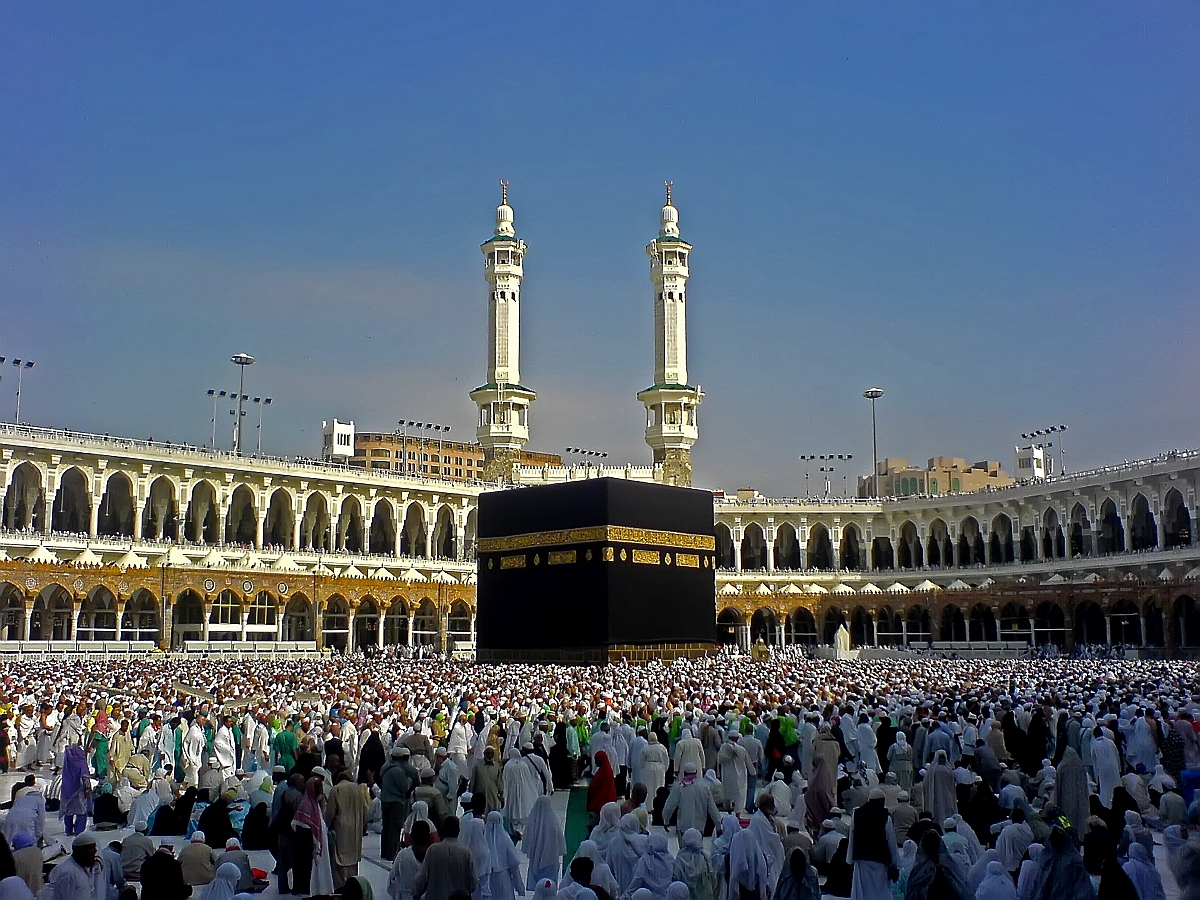
Die Kaaba

Die Umra, im Deutschen Omrah (arabisch عمرة, DMG ʿumra), ist eine islamische Pilgerfahrt nach Mekka. Diese kleine Pilgerfahrt kann im Gegensatz zur großen Pilgerfahrt, dem Haddsch, jederzeit im Jahr durchgeführt werden. Vor allem im Fastenmonat Ramadan ist eine verstärkte Tendenz zur Umra zu verzeichnen, ebenso im Zeitraum vor und nach dem Haddsch.
Die Umra ist Teil der Haddschrituale, kann aber im Gegensatz zum Haddsch jederzeit im Jahr und demzufolge beliebig oft wiederholt werden. Die Umra ist Mandūb, also eine empfohlene Handlung, deren Ausführung belohnt, deren Unterlassen aber nicht bestraft wird.

## Ablauf
Zunächst begibt sich der Gläubige wie auch vor dem Haddsch in den Weihezustand, der im Arabischen als Ihram (إحرام) bezeichnet wird und dessen Regeln sich nicht von dem während des Haddsch unterscheiden.
Als erste Rituelle Handlung der Umra erfolgt zunächst der Tawaf, das siebenmalige Umrunden der Kaaba. Anschließend folgt der Saʿy, der Lauf zwischen den Hügeln Safa und Marwa, der an die Wassersuche Hagars erinnert.
Da dieses Ritual nur wenig Zeit in Anspruch nimmt, vollziehen es viele nichtarabische Muslime vor oder nach dem eigentlichen Haddsch. Ebenso wie der Haddsch kann die Umra auch stellvertretend z. B. für einen Verstorbenen ausgeführt werden, unter der Bedingung, dass die eigene Umra bereits vollzogen wurde.

## Arten der Umra
- Umrat al-tamattu – Haddsch und Umra werden nacheinander vollzogen.
- Umrah Mufradah – die Umra wird alleine durchgeführt.